# Newsmax
Newsmax (Newsmax Media, Inc. o Newsmax.com, anteriormente denominado NewsMax) es una empresa estadounidense de noticias por cable y medios digitales de derecha fundada por Christopher Ruddy el 16 de septiembre de 1998. Las divisiones de Newsmax Media incluyen su canal de cable y transmisión Newsmax TV; su popular sitio web Newsmax.com, que incluye Newsmax Health y Newsmax Finance; y la revista Newsmax, su publicación impresa mensual.
Newsmax lanzó un canal de televisión por cable el 16 de junio de 2014 para 35 millones de suscriptores satelitales a través de DirecTV y Dish Network. A partir de mayo de 2019, la red llega a unos 75 millones de hogares con cable y tiene una amplia disponibilidad de reproductores de medios digitales/dispositivos móviles. El canal transmite principalmente desde el estudio de Newsmax en Nueva York en el East Side de Manhattan, con dos oficinas centrales en Boca Raton, Florida y Washington D. C..
El sitio web ha sido descrito por The New York Times como una "fuerza poderosa en la política conservadora". El director ejecutivo Christopher Ruddy ha intentado posicionar a la red como un competidor de Fox News, incluso contratando a los ex presentadores de Fox News Rob Schmitt, Greg Kelly, Bob Sellers y Heather Childers. The Washington Post describió a Newsmax como "un lugar de aterrizaje para las personalidades de las noticias por cable que necesitan un nuevo hogar", citando la transmisión de Mark Halperin y Bill O'Reilly en la red luego de sus renuncias de otras redes.
Después de las elecciones presidenciales de Estados Unidos de 2020, Newsmax permitió que sus entrevistados difundieran teorías de conspiración hechas por el presidente Donald Trump y la campaña de Trump sobre un presunto fraude electoral en las elecciones de 2020, aunque la red nunca informó como verdaderas las declaraciones hechas por los entrevistados y aceptó la elección de Joe Biden como debidamente elegido. Newsmax luego emitió una disculpa y se retractó públicamente de cualquier acusación de conspiración de fraude electoral.
En 2021, el canal fue demandado por Dominion Voting Systems y Smartmatic por supuestamente promover afirmaciones falsas de que las empresas habían cometido fraude electoral durante las elecciones presidenciales de 2020, a lo que el canal respondió que solo estaba informando sobre "acusaciones hechas por figuras públicas conocidas, incluido el presidente, sus asesores y miembros del Congreso" y acusó a sus demandantes de intentar "socavar la libertad de prensa". DirecTV eliminó a Newsmax de su programación en enero de 2023, luego de que las empresas no lograran ponerse de acuerdo sobre los términos del contrato. En respuesta, cuarenta y dos republicanos de la Cámara de Representantes firmaron una carta a los ejecutivos de DirecTV en la que hablaban de la eliminación como un acto de "supresión del discurso políticamente desfavorable". Las dos empresas pudieron resolver la disputa y DirecTV reanudó la transmisión de Newsmax el 23 de marzo de 2023.

## Historia y contenido
Ruddy fundó Newsmax.com el 16 de septiembre de 1998, con el apoyo de un grupo de inversores, incluida la familia del exdirector de la Agencia Central de Inteligencia, William J. Casey. Más tarde, Richard Mellon Scaife, antiguo empleador de Ruddy en el Pittsburgh Tribune-Review, invirtió en la incipiente empresa. Uno de los miembros iniciales de la junta fue el autor James Dale Davidson, quien editó un boletín financiero. El coeditor de Davidson, Lord Rees-Mogg, exeditor del The Times, más tarde se convirtió en presidente de Newsmax.
Otras figuras de noticias que luego se unieron a la junta de Newsmax incluyeron a Arnaud de Borchgrave, el corresponsal jefe de Newsweek desde hace mucho tiempo que también se desempeña como editor general de United Press International (UPI), y Jeff Cunningham, ex editor de Forbes. El almirante Thomas Moorer, ex presidente del Estado Mayor Conjunto y jefe de operaciones navales durante la guerra de Vietnam, también se desempeñó como uno de los miembros fundadores de la junta directiva de la compañía. El ex secretario de Estado de los Estados Unidos y jefe de gabinete de la administración de Nixon y Ford, el general Alexander M. Haig, Jr., se desempeñó como asesor especial de NewsMax.
En 1998, Newsmax se hizo conocido por su contenido anti-Clinton. En el otoño de 2007, el director ejecutivo de Newsmax, Christopher Ruddy, publicó una entrevista positiva con el expresidente Bill Clinton en Newsmax.com, seguida de un artículo de portada positivo en la revista Newsmax. The New York Times dijo con referencia al evento que la política había hecho "compañeros de cama extraños". Bill Clinton también visitó la sede de Newsmax en West Palm Beach en 2010. En 2014, Newsmax donó $1 millón a la Fundación Clinton y el director ejecutivo Christopher Ruddy acompañó al presidente Clinton en los viajes de la fundación a África.
En un perfil de enero de 2010 sobre la empresa, el Financial Times informó que el "ascenso de Newsmax" había desafiado la tendencia de los medios y dijo que el sitio web de Newsmax era "una de las voces conservadoras más fuertes en línea". El periódico dijo que Newsmax había sido testigo de tasas de crecimiento del 40 por ciento por año durante la última década, cerrando 2009 con ingresos de $35 millones, frente a los $25 millones del año anterior. Una historia del New York Post de 2010 informó que el antiguo editor del periódico, Kenneth Chandler, fue elegido como editor en jefe de Newsmax Magazine. El CEO Ruddy también le dijo al Post que la compañía esperaba que los ingresos anuales de 2010 superaran los $50 millones.
Un perfil de Newsmax en The New York Times describió a la compañía como una "fuerza poderosa en la política conservadora" y señaló que la sede de la compañía se había convertido en una parada obligada para los candidatos republicanos que buscaban la nominación del partido en 2012.
A partir de abril de 2013, Newsmax.com y sus sitios afiliados atrajeron 14,4 millones de visitantes únicos, lo que lideró la categoría de noticias/política de comScore sobre sitios como The Huffington Post Politics, Fox News Politics, CNN Politics, NBCNews.com Politics y Político en audiencia mensual durante dos meses consecutivos.
En marzo de 2014, Newsmax fue perfilado en Bloomberg Businessweek por el corresponsal Karl Taro Greenfeld. La historia detallaba el exitoso modelo comercial de Newsmax de dirigirse a los baby boomers de mayores ingresos. La edad promedio de un lector en línea de Newsmax es de 54,7 años. El perfil detalla los planes de Newsmax para lanzar un canal de cable de contenido lineal y Over-the-top (OTT), y sugiere su modelo de ingresos que vende "una mezcla heterogénea de información política, de salud y financiera, libros de autoayuda e incluso suplementos vitamínicos" podría hacer que la empresa sea excepcionalmente competitiva en este campo.
Los colaboradores de Newsmax incluyen a Nancy Brinker, George Will, John Gizzi, Lanny Davis, Alan Dershowitz, Christopher W. Ruddy, David Limbaugh, Ben Stein, Susan Estrich, la Dra. Laura Schlessinger, Michael Reagan, Dr. Mehmet Öz y el Dr. Michael Roizen.
En noviembre de 2017, Político informó que Fox News, frente a nuevos competidores, estaba dando una cobertura más favorable al presidente Donald Trump. En una entrevista, el director ejecutivo de Newsmax, Christopher Ruddy, criticó la falta de voluntad de los presentadores de Fox News para criticar al presidente Donald Trump y le dijo a Político que "Newsmax apoya mucho al presidente, pero también publicaremos cosas que lo critiquen", dijo Ruddy. "Fox parece haber decidido alinearse muy de cerca, lo que parece antinatural y no parece consistente.

### Cobertura de las elecciones de 2020
Durante las elecciones presidenciales de Estados Unidos de 2020, el presidente Trump comenzó a promover Newsmax sobre su rival, Fox News. La preferencia de Trump por Newsmax sobre Fox News se hizo más clara después de que este último se convirtiera en el primer medio de comunicación en otorgarle la victoria en Arizona a Joe Biden. Newsmax ha hecho de sus inclinaciones más conservadoras un punto de venta para los espectadores descontentos de Fox News, además de emplear a ex empleados de Fox News para unirse a su programación en Newsmax TV, como Rob Schmitt y Greg Kelly. Emily VanDerWerff de Vox informó que el medio "pasó mucho tiempo argumentando que otros medios de comunicación se apresuraron a otorgarle la victoria a Biden en las elecciones y que Trump todavía tiene un camino para ganar esto", y que era una de las únicas redes que no otorgó la victoria electoral a Biden, citando la oposición legal de la campaña de Trump. Sin embargo, sí escribió que "Newsmax no se vuelve completamente archiconservador" y "no le da tiempo al aire a los paranoicos de QAnon".
Brian Stelter de CNN, en una entrevista al aire, le preguntó al director ejecutivo de Newsmax, Christopher Ruddy, por qué la cadena eligió transmitir "negación electoral" y "cosas falsas de fraude electoral", a lo que Ruddy respondió que la cadena presentaba todos los puntos de vista y argumentó que todos de los otros medios de comunicación importantes que habían informado sobre la victoria electoral de Biden estaban "apresurados".
En una entrevista con Variety, Ruddy afirmó que "estamos esperando la certificación de los estados y el colegio electoral, pero lo haremos en algún momento cuando eso suceda" e insistió: "Apoyaremos a quien sea el próximo presidente". Añadió que "Newsmax nunca se convertirá en Trump TV. Siempre nos hemos visto como una agencia de noticias independiente", pero dijo estar dispuesto a que Trump tuviera un programa semanal. Ruddy dice que la compañía es "moderadamente conservadora y continuaremos teniendo un punto de vista moderadamente conservador sobre las cosas, incluido el presidente".
En una entrevista posterior con The New Yorker, Ruddy declaró: "Creo que Donald Trump debería ceder cuando lleguen las certificaciones", dijo, y agregó que "no apoyaría acudir a los legisladores estatales para derrocar a los electores".
Luego de la certificación del colegio electoral para Joe Biden como ganador el 14 de diciembre de 2020, la red comenzó a usar el título "Presidente electo" para referirse a Biden.

### Informes de adquisición
El 15 de noviembre de 2020, The Wall Street Journal informó que Hicks Equity Partners, una firma de capital privado vinculada a un copresidente del Comité Nacional Republicano, estaba explorando la compra de Newsmax. El grupo Hicks identificó un equipo de ejecutivos que administraría la red y había estado hablando con ex presentadores de Fox News, incluida Megyn Kelly. El analista de medios Michael Nathanson informó que si una cadena competidora se lleva el 20% de la audiencia de Fox News, podría restarle alrededor de $200 millones en ganancias anuales a la compañía. En una entrevista con Variety, el director ejecutivo de Newsmax, Christopher Ruddy, declaró que "no estamos vendiendo activamente" la empresa, aunque tenía expresiones de interés de los inversores. Con respecto a Hicks Equity Partners, Ruddy declaró: "No tenemos ningún trato con ellos". Ruddy declaró que "nos gustaría superar a Fox News en 12 meses, y creo que es factible".

### Después de 2020
Newsmax promovió acusaciones infundadas de que la empresa de máquinas de votación Smartmatic y su competidor Dominion Voting Systems habían conspirado para manipular las elecciones contra Trump. En diciembre de 2020, Smartmatic envió una carta a Newsmax amenazando con emprender acciones legales y exigiendo "una retractación total y completa de todas las declaraciones e informes falsos y difamatorios".
Días después, un presentador de Newsmax declaró que a la compañía "le gustaría aclarar su cobertura de noticias y señalar que no ha informado como verdaderas ciertas afirmaciones" hechas por los entrevistados de Newsmax sobre Dominion y Smartmatic. Newsmax declaró que no tenía "evidencia" de ciertas afirmaciones hechas por sus entrevistados durante su programación, incluida la afirmación de que las dos empresas tienen una relación comercial, la afirmación de que cualquiera de las dos empresas utilizó el software de la otra y la afirmación de que cualquiera de las dos empresas "manipuló votos" en las elecciones generales estadounidenses de 2020. Newsmax también declaró que "no tenía evidencia" de que el software Smartmatic se haya utilizado en ningún lugar excepto en Los Ángeles durante las elecciones de 2020. Newsmax también dijo que los televidentes deben estar al tanto de "varios hechos", incluido que ambas compañías no tienen ninguna relación con George Soros, y que "Smartmatic es una empresa estadounidense y no es propiedad del gobierno venezolano" ni de ninguna otra entidad extranjera.
El ejecutivo de Dominion, Eric Coomer, demandó a Newsmax, otros medios de comunicación conservadores, la campaña de Trump y otros por difamación en diciembre de 2020, afirmando que alegaron falsamente que había actuado para manipular las máquinas de votación en asociación con Antifa. En abril de 2021, Newsmax publicó una retractación y una disculpa en su sitio web, diciendo que "no encontró evidencia" para respaldar las acusaciones contra Coomer. A cambio, Coomer sacó a Newsmax de su demanda.
Rudy Takala de Mediaite escribió que los conservadores descontentos con Fox News podrían estar potencialmente decepcionados con Newsmax debido a la amistad del director ejecutivo Christopher Ruddy con el expresidente demócrata Bill Clinton y los comentarios positivos sobre la campaña presidencial de Hillary Clinton. Newsmax ha donado previamente $1 millón a la Fundación Clinton. Cuando se le contactó para hacer un comentario, Ruddy dijo: "Al igual que Donald Trump, Rupert Murdoch y otros empresarios, he donado a la Fundación Clinton y a algunos demócratas, pero más del 90 por ciento de mis contribuciones políticas han sido para los republicanos, incluidas las del presidente Trump".
Jeffrey McCall, profesor de periodismo en la Universidad DePauw, le dijo a Mediaite que "Ruddy es un pragmático que probablemente no permita que su cadena sea una plataforma completamente ideológica. Los aliados de Trump que quieran doblar el arco del progresismo de los medios necesitarán una estrategia nacional mucho más integral que simplemente tratando de apoderarse de un medio de comunicación en particular".
Adweek informó que las calificaciones de televisión de Newsmax se multiplicaron por diez en el cuarto trimestre de 2020 en comparación con el trimestre anterior. Sus dos programas principales, Spicer & Co. y Greg Kelly Reports (a las 7 p. m.), promediaron un total de 816 000 espectadores durante el mismo intervalo del 7 al 18 de noviembre. Con respecto a la cobertura de la administración de Biden, el director ejecutivo Christopher Ruddy le dijo a Adweek: "Creo que el trabajo de Newsmax es ser una oposición real, cuestionar las políticas, los programas y las personas que ingresan a la administración de Biden. Vamos a tomar una muy cuidadosa mira de eso. Creo que fuimos bastante justos con Barack Obama. Fuimos duros con él, pero nunca pedimos su juicio político”, dijo. Newsmax TV superó momentáneamente a Fox News en audiencia en diciembre de 2020, pero perdió espectadores después de la conclusión del ciclo electoral. Un estudio del Pew Research Center encontró que el alcance de Newsmax (10% de los adultos estadounidenses) siguió por detrás del alcance de Fox News (43% de los adultos estadounidenses) en marzo de 2021.
En julio de 2021, Vox señaló que "el esfuerzo de Newsmax para superar a Trump en la competencia ha tenido menos éxito desde que Trump dejó la Casa Blanca por Mar-a-Lago. La audiencia de Newsmax ha bajado más del 50 por ciento desde enero (de un promedio de alrededor de 300 000 espectadores luego a alrededor de 114 000 el 18 de julio), y luego de una caída significativa en diciembre y enero, Fox News se ha restablecido no solo como la red de noticias por cable de derecha más vista, sino también como la red de noticias por cable más vista, punto".
En agosto de 2021, Dominion demandó a Newsmax por promover "a sabiendas y continuamente" narrativas falsas de fraude electoral. Newsmax dijo en un comunicado que "simplemente informó sobre acusaciones hechas por figuras públicas conocidas, incluido el presidente, sus asesores y miembros del Congreso", y agregó: "La acción de Dominion hoy es un claro intento de sofocar tales informes y socavar una prensa libre".
En noviembre de 2021, la corresponsal de Newsmax en la Casa Blanca, Emerald Robinson, tuiteó falsamente que la vacuna de Moderna contra la COVID-19 contenía luciferasa "para que pueda ser rastreado". Esto se hizo eco de afirmaciones falsas anteriores en las redes sociales de que la vacuna supuestamente tenía vínculos satánicos debido a "lucifer" en la luciferasa y supuestas referencias a "666". El tuit de Robinson comenzó con el saludo "Queridos cristianos" y refirió a sus más de 400 000 seguidores al Libro del Apocalipsis; en un tuit días antes, equiparó las vacunas con la Número de la Bestia. Twitter eliminó el tuit ese día y suspendió la cuenta de Robinson durante siete días, citando "violaciones repetidas de nuestra política de desinformación contra la COVID-19", Newsmax se distancio del comentario de la corresponsal y la sacó del aire en espera de una investigación. Robinson volvió a Twitter después de su suspensión y siguió difundiendo información falsa sobre la COVID-19, lo que provocó que Twitter la suspendiera de forma permanente en cuestión de horas. Newsmax anunció al mes siguiente que no renovaría el contrato de Robinson cuando finalizara en enero de 2022.

## Recepción
En marzo de 2009, el crítico de medios de MarketWatch, Jon Friedman, declaró que "Newsmax ha florecido porque Ruddy ha mostrado un mayor compromiso con el resultado final que con presentarse a sí mismo como un ideólogo".
En 2010, Nielsen Online dijo que Newsmax era el sitio web conservador con más tráfico con aproximadamente 4 millones de visitantes únicos al mes. Las estadísticas de Internet de Alexa para Newsmax.com indican que sus lectores se componen principalmente de usuarios de Internet mayores de 45 años, lo que se alinea con la edad promedio de los votantes de tendencia republicana, según lo recopilado por The Pew Research Center.
El expresidente Bill Clinton, quien describió al CEO de Newsmax, Ruddy, como un amigo, fue noticia cuando visitó las oficinas de Newsmax durante el verano de 2010. Cuando Sarah Palin pasó por la oficina para una entrevista, U.S. News & World Report sugirió que la medida era la indicación más clara hasta el momento de que planeaba postularse para la presidencia. Según la revista, Newsmax es un actor importante en la política republicana, como se vio durante las primarias de 2012. Los visitantes también incluyen a la representante Michele Bachmann, el gobernador Tim Pawlenty, el senador John Thune, la gobernadora Haley Barbour, el senador Mitt Romney, el exgobernador de Florida Jeb Bush y el exsenador Rick Santorum, entre otros.
Una historia de portada de abril de 2010 para Talkers Magazine presentó a Newsmax como un modelo de futuras compañías de medios llamadas "estaciones de medios" que ofrecen a su audiencia contenido de audio, video, digital e incluso impreso.
En 2017, The Washington Post describió la relación que Ruddy, aunque no era un republicano registrado, tenía con el presidente Donald Trump como una influencia significativa: "...con su doble papel como periodista y amigo cercano".
En 2019, Columbia Journalism Review informó: "Actualmente, hay entre 15 y 20 sitios web conservadores que atraen al menos un millón de visitantes únicos por mes. Algunos son venerables confiables de derecha como National Review, The Washington Times o Newsmax. Otros, como Infowars, The Gateway Pundit, Big League Politics y Breitbart, explotan los extremos de la derecha".